# Capital (departement van La Pampa)
Capital is een departement in de Argentijnse provincie La Pampa. Het departement (Spaans: departamento) heeft een oppervlakte van 2.525 km² en telt 96.920 inwoners.

## Plaatsen in departement Capital
- Anguil
- Santa Rosa